# Учётная запись Microsoft
Учётная запись Microsoft (англ. Microsoft account, ранее известен как: Microsoft Wallet, Microsoft Passport, .NET Passport, Microsoft Passport Network и Windows Live ID)  — сервис идентификации и авторизации в сетевых сервисах корпорации Microsoft, таких как OneDrive, Microsoft 365, Bing, Microsoft Edge, Outlook, Skype, Xbox Network, MSN, Microsoft Store. 
Начиная с Windows 8 пользователь может использовать для входа в Windows учётную запись Microsoft вместо локальной учётной записи. Продукт имеет программную документацию для встраивания в собственные приложения и веб-сайты.

## История
Microsoft Passport, предшественник учётной записи Microsoft, изначально позиционировался как единый идентификатор для всех сайтов. Microsoft Passport был подвергнут сильной критике. Одним из известных критиков был Ким Камерон, автор законов идентификации (Laws of Identity): он считал, что Microsoft Passport нарушает эти законы. С тех пор он стал главным архитектором по идентификации Microsoft и помог решению этих проблем при создании мета-системы Windows Live ID. Вследствие этого, Windows Live ID рассматривается теперь не как единая система идентификации для всех сайтов, но как одна из многих систем идентификации.
В декабре 1999 года Microsoft не стала платить ежегодные 35 долларов за доменное имя passport.com. Из-за этого в канун Рождества перестал работать Hotmail, так как он использовал passport.com для аутентификации. Специалист по Linux, Майкл Чейни, заплатил за продление на следующий день (в Рождество), надеясь, что это позволит решить проблему. На следующее утро после оплаты сайт заработал.
В 2001 году адвокат Electronic Frontier Foundation Дебора Пирс подвергла критике Microsoft Passport, за потенциальную угрозу для конфиденциальности: корпорация могла по своему усмотрению использовать данные пользователей. Пользовательское соглашение впоследствии было обновлено, чтобы развеять страхи клиентов.
Осенью 2003 года ещё один добрый самаритянин помог Microsoft, когда заплатил за очередной пропущенный платёж за hotmail.co.uk.
В 2003 году Фейсал Данка,  Британский ИТ-специалист по безопасности, показал серьёзную брешь в Microsoft Passport, с помощью которой любой аккаунт, связанный с Microsoft Passport или Hotmail, мог быть легко взломан при помощи обычного браузера.
Майкрософт, так же, пыталась продвинуть эту технологию для использования на сторонних сайтах. Windows Live ID использовался на eBay и Monster.com. Но в 2004 году эти соглашения были отменены.
15 августа 2007 года корпорация Microsoft выпустила пакет Windows Live ID Web Authentication SDK, позволяющий веб-разработчикам интегрировать Windows Live ID в свои веб-сайты. Поддерживается работа со следующими технологиями: ASP.NET (C#), Java, Perl, PHP, Python и Ruby.
В августе 2009 года Expedia также отказалась от поддержки Microsoft Passport или Windows Live ID.
Пользователи Windows Live ID могли использовать Windows CardSpace (компонент .NET Framework начиная с версии 3.0) для доступа к своему аккаунту. Такой способ идентификации пользователя позволяла избавиться от необходимости вводить пароль, используя вместо этого идентификатор CardSpace. 15 февраля 2011 корпорация Microsoft объявила о закрытии Windows CardSpace.
27 октября 2008 года корпорация Microsoft объявила о поддержке OpenID framework. Это позволило бы пользователям использовать свой Windows Live ID для входа на любые сайты, поддерживающие аутентификацию с помощь OpenID. Однако, спустя некоторое время после выхода CTP программа была свёрнута.
В 2012 году служба Windows Live ID была переименована в учётную запись Microsoft, в связи с выходом Windows 8 и ликвидацией бренда Windows Live.

## Обзор продукта
Учётная запись Microsoft состоит из адреса электронной почты, используемого в качестве логина, и пароля. Данный сервис используется для авторизации в большинстве сервисов Microsoft, а также в системах Hotmail, Xbox Network, OneDrive. Также используется в родительском контроле.
Пользователи Outlook.com или MSN автоматически получают учётную запись Microsoft, которая соответствует их аккаунтам.
В Windows 8.1, Windows 10 и Windows 11 данный сервис необходим для получения доступа ко всем возможностям операционной системы.

## Регистрация учётной записи
Существуют два пути создания учётной записи:
1. Использовать любой существующий адрес электронной почты: после регистрации, адрес этой почты можно использовать для входа на любой веб-сайт использующий учётную запись Microsoft.
2. Зарегистрировать адрес электронной почты Microsoft: пользователь может также зарегистрироваться в любом почтовом домене Microsoft (например, @outlook.com или @hotmail.com; ранее были доступны: @live.com, @msn.com и @passport.com). Полученную учётную запись в дальнейшем возможно использовать во всех совместимых сервисах.

Создание новой учётной записи возможно с использованием специального сервиса. При регистрации пользователь должен указать своё полное имя, идентификатор пользователя (логин), а также создать пароль, удовлетворяющий требованиям безопасности. 
Если пользователь не хотел использовать учётную запись электронной почты для доступа к службе Windows Live ID, можно зарегистрировать учётную запись с ограниченными правами.

## Аутентификация
Аутентификация Windows Live ID возможна несколькими способами:
- Имя пользователя и пароль
- Информационные карты Windows Cardspace
- Federated Identity Authorities (WS-Trust)
- Комбинации Пароль/PIN
- Смарт-карты
- RADIUS (для аутентификации с мобильных телефонов и XBox’ов)

Большинство пользователей используют наименее защищённый, первый способ. Поэтому безопасность аккаунта зависит напрямую от сложности пароля. Поддерживалась пароли длиной до 16 символов. Имеется система автоматической проверки надёжности пароля.

### Механизм работы
На высоком уровне описания механизм работы Windows Live ID состоит из трёх шагов:
1. Веб-приложение регистрируется в сервисе Windows Live ID. Процесс регистрации включает в себя создание уникальных ключей для приложения и хранения URL, который Live ID сервис будет использовать для перенаправления пользователей после аутентификации.
2. Аутентификация пользователя. Приложение представляла специальную ссылку, переходя по которой, пользователь направляла на страницу аутентификации сервера Windows Live ID, которое в свою очередь запрашивала идентификатор учётной записи и пароль через SSL-защищённое соединение. Далее, пользователь вводит имя (логи́н, англ. login) и пароль, и в случае корректного совпадения введённых данных, сервис определяет данные и права пользователя в системе.
3. Live сервис перенаправлял пользователя на страницу веб-приложения с информацией об успешном прохождении процесса аутентификации.

При этом, однажды авторизованный пользователь имеет на своём компьютере зашифрованные GlobalAuth и LocalAuth cookie, а также Triple DES зашифрованный идентификационный тег.
Предоставление этих LocalAuth-cookie и GlobalAuth-cookie серверу делает необязательной аутентификацию пользователя в течение срока действия cookie.
Windows Live не хранила и не отправляла никаких данных о пользователе или о его правах. Сервис использовался исключительно для аутентификации пользователя. Ниже представлена высокоуровневая архитектурная диаграмма работы Windows Live ID сервиса:

### Проблемы безопасности
17 июня 2007 года 19-летний голландский веб-разработчик Эрик Дуиндам обнаружил брешь в системе защиты Windows Live ID. Она позволяла любому человеку зарегистрировать свой Windows Live ID на чужой или несуществующий почтовый ящик, и, таким образом, общаться от имени другого человека. Механизм взлома был прост: сначала нужно было зарегистрировать новую учётную запись Live ID, указав свой почтовый ящик. При получении кода активации ящика, сохранялась возможность поменять адрес своего почтового адреса (например, на mail@cnn.com, как и поступил Эрик). Пройдя по полученной ссылке активации ящика, вы подтверждали изменённый почтовый ящик. 19 июня брешь была закрыта корпорацией Microsoft.
Также Microsoft предоставляет информацию о том, как пользователь мог максимально защитить свою учётную запись от несанкционированного доступа.

## Управление учётной записью
Каждый пользователь имеет возможность управлять своей учётной записью, а именно:
- обновлять такую пользовательскую информацию, как полное имя, адрес, телефонный номер, привязанный к аккаунту и т. д.
- изменять пользовательские настройки, например, язык, предпочтительный для коммуникации по электронной почте
- изменять или сбрасывать пользовательский пароль
- получать детализацию счетов по оплате сервисов, связанных с аккаунтом
- удалять аккаунт

### Восстановление учётной записи
Было несколько способов восстановить учётную запись Windows Live ID. Во-первых, если не получалась войти в свою учётную запись, для восстановления было ответить на предварительно сохранённый секретный вопрос, также используя своё местоположение. Если с учётной записью предварительно был сопоставлен номер мобильного телефона, можно использовать его. Если ни один из указанных способов не сработал, можно воспользоваться «ручной» верификацией владельца. Этот процесс занимал некоторое время (до 48-72 часов). Для восстановления требуется предоставить ключевую информацию об учётной записи. Критерии были очень строгие, поэтому требовалось предоставить как можно больше деталей по каждому из вопросов. Возможно, приходилось связаться с контактами из адресной книги учётной записи, чтобы предоставить такую информацию как заголовки писем и контактные адреса электронной почты. Не гарантировано было, что агенты службы поддержки могли идентифицировать личность владельца и помочь в восстановлении учётной записи.

## Совместимые сервисы
- Windows
- Windows 10 Mobile
- Microsoft Outlook
- OneDrive
- Microsoft 365
- Microsoft Office 2021
- Xbox Network
- Microsoft Store
- Bing
- Microsoft Visual Studio